# Bruno Ghedina
Bruno "Brunetto" Ghedina, noto anche col soprannome di famiglia Basilio (Cortina d'Ampezzo, 21 febbraio 1943 – Belluno, 10 gennaio 2021), è stato un hockeista su ghiaccio italiano.

## Biografia
Brunetto Ghedina era figlio di Giuseppe Ghedina, fondista (partecipò alle olimpiadi di Chamonix-Mont-Blanc 1924, arrivando decimo nella 50 km) e successivamente fotografo.

### Carriera sportiva

#### Nazionale
Ghedina ha partecipato nel 1964 ai IX Giochi olimpici invernali di Innsbruck, Austria. In quell'occasione la nazionale italiana si è qualificata al 15º  e penultimo posto.
Con la maglia azzurra ha anche disputato due edizioni dei mondiali, uno di gruppo B (1967) e uno di gruppo C (1972), più le qualificazioni ai mondiali di gruppo B del 1965.

#### Campionato italiano
Giocatore della Sportivi Ghiaccio Cortina per tutta la sua carriera, ha vinto per 9 volte il campionato italiano di hockey su ghiaccio (1964, 1965, 1966, 1967, 1968, 1970, 1971, 1972 e 1975) e si è classificato due volte secondo (1969, 1973).

### Dopo il ritiro
Al termine della carriera da giocatore, lavorò fino alla pensione nel negozio di fotografia aperto dal padre. Fu inoltre per lungo tempo dirigente dello stesso Cortina (ricoprì anche l'incarico di direttore tecnico).
Attivo anche in politica, fu più volte consigliere comunale di Cortina d'Ampezzo e assessore ai lavori pubblici.

### Morte
Ghedina è morto per complicazioni da COVID-19 il 10 gennaio 2021, all'ospedale di Belluno dove si trovava ricoverato dal precedente giorno di capodanno. Poco più di 24 ore prima era morta la moglie Maria, per le stesse cause.

## Palmarès
- Campionato italiano: 8

Cortina: 1963-1964, 1964-1965, 1965-1966, 1966-1967, 1967-1968, 1969-1970, 1970-1971, 1971-1972